# Budy Janowskie
Budy Janowskie – wieś sołecka w Polsce położona w województwie mazowieckim, w powiecie mińskim, w gminie Mińsk Mazowiecki. Leży  we wschodniej części gminy. 
Wieś została założona przez Wawrzyńca Przedlackiego.
W latach 1954–1961 wieś należała i była siedzibą władz gromady Budy Janowskie, po jej zniesieniu w gromadzie Mińsk Mazowiecki. W latach 1975–1998 miejscowość administracyjnie należała do województwa siedleckiego.
Wierni Kościoła rzymskokatolickiego należą do parafii św. Antoniego w Ignacowie.